# 豊竹麓太夫
豊竹 麓太夫（とよたけ ふもとたゆう）は、義太夫節の太夫。特に初代が著名で江戸中期･後期の名人。

## 初代
（享保15年（1730年） - 文政5年5月6日（1822年6月24日））
大坂ざこばの生まれ、最初は素人浄瑠璃出身で通称「鍋屋宗左衛門」と呼ばれ名を馳せていた。初代豊竹駒太夫の門下になり、1757年に豊竹座で初出座。1817年まで舞台を務めた記録があり長命であったことが窺える「麓太夫風」と呼ばれる語り口調が特徴で「絵本太功記・尼ケ崎の段」、「蝶花形名歌島台・小坂部館の段」「八陣守護城・正清本城の段」などを得意とした。

## 2代目
（明和3年（1766年） - 天保9年4月4日（1838年4月27日））
大坂の生まれ、3代目豊竹八重太夫の養子で初代麓太夫の門弟の2代目豊竹佐渡太夫が3代目豊竹湊太夫を経て1830年に2代目麓太夫を襲名。御霊芝居の櫓下で活躍。
通称を「九郎兵衛湊」「松阪屋猪八郎」。

## 3代目
（寛政6年（1794年） - 安政6年1月16日（1859年2月18日））
大坂の生まれ、4代目豊竹八重太夫、3代目竹本長門太夫に師事。豊竹小町太夫、粂太夫、2代目豊竹橘太夫を経て5代目八重太夫を襲名。1858年に3代目麓太夫を襲名し櫓下となった。

## 4代目
（生没年不詳）